# Rutger Sanders
Rutger Frits Sanders (Nijmegen, 10 februari 1973) is een Nederlandse arts en voormalig handbalspeler.

## Biografie
Sanders debuteerde als speler van Vlug en Lenig in de eredivisie. In 1998 maakte hij de overstap naar rivaal Sittardia, omdat dat team meer voor de prijzen speelde dan V&L. In het seizoen 1998/1999 won Sanders met Sittardia het landskampioenschap. In de seizoenen 1999/2000 en 2000/2001 greep Sittardia naast de landstitel door tweemaal in de finale te verliezen van Aalsmeer.
In 2001 keerde Sanders weer terug naar V&L en in het seizoen 2001/2002 stond V&L in de finale tegen Aalsmeer. Tijdens de beslissende vierde wedstrijd van de Best-of-Five scheurde Sanders zijn knieband af, echter wist V&L wel te winnen en werd zo de landstitel gewonnen. Ook werd Sanders dat seizoen uitgeroepen tot handballer van het jaar. In 2004 verkaste Sanders naar Maasmechelen '65 voor één seizoen. Hij sloot zijn spelerscarrière af bij Achilles Bocholt.
Vanaf 2013 was hij clubarts van voetbalclub Roda JC, waar hij ook van 2006 tot 2010 clubarts was.

## Privé
Rutger Sanders is zoon van Wim Sanders, die clubarts was van Vlug en Lenig en betrokken was bij verschillende dope-affaires.